# Налисник Юліан
Юліа́н Нали́сник (1 липня 1890, с. Красна, нині Польща — 22 квітня 1960, Нью-Йорк) — український військовий, дипломат, адвокат, правник та громадський діяч українського руху.

## Біографія
Народився 1 січня 1890 року в селі Красна колишнього Короснянського повіту, нині Польща.
Навчався у Перемиській, згодом Новосанчівській гімназіях. За порадою професора І. Зілинського перейшов до 5-го класу української гімназії у Львові. Після закінчення гімназії вступив на правничий факультет Львівського університету. У серпні 1914 р. вступив до лав Легіону Українських Січових Стрільців. 30 вересня 1916 р. під Потуторами (Тернопільщина) потрапив у російський полон. Наприкінці 1917 р. утік з Сибіру до Києва, де працював урядовцем.
У 1919—1921 рр. працював аташе у Посольстві України в Болгарії.

Налисник Ю. серед групи співробітників посольства УНР у Софії (Болгарія).

У 1921 році повернувся до Галичини. У Кракові закінчив правничі студії, 1931-го відкрив адвокатську канцелярію в Дуклі. У вересні 1939 р. арештований польською поліцією за активну громадську працю в рідному селі (заснування Товариства «Український Народний Дім», «Сільський Господар»), незабаром вийшов на волю. Під час німецької окупації працював адвокатом. Польські поліцейські управи кілька разів погрожували йому. Тому в липні 1944 р. змушений був залишити Лемківщину, звідки виїхав до Австрії.
У грудні 1949 р. виїхав з родиною до Нью-Йорка. Вже на початку 1950 р. прийняв посаду голови І-го Відділу Організації Оборони Лемківщини та заступника голови Головної Управи ООЛ. На з'їзді ООЛ в жовтні 1958 р. обраний на голову Головної Управи ООЛ, а на з'їзді 8 листопада 1959 р. поновлений на цій посаді. Був також до кінця життя головою Видавничої колегії Головної Управи «Оборони Лемківщини Західної України».

## Діяльність в ООЛ
З початком Другої світової війни американська Організація Оборони Лемківщини (ООЛ) припинила свою діяльність — заснована 1936 року у Філадельфії на з'їзді представників Комітетів Допомоги Лемківщини, які діяли у США в 1933. Засновниками були М. Дудра та Василь Карбовник, першим головою — В. Левчик.
Відновленням її діяльності й зайнявся прибулий до США доктор Юліан Налисник — з лав нової еміґрації, переважно із німецьких таборів.
Він керував організацією в 1950—1959 роках.
Весною 1953 скликається зібрання для підготовки виборів Управи. Згодом обирається Управа Першого відділу ООЛ в Нью-Йорку у складі — Налисник — голова, професор Іван Свіртнянський — секретар, Корнило Баб'як — заступник голови.
Організація зосередила діяльність на допомозі новоприбулим українцям з Лемківщини. Щоб роздобути гроші, проводили акції серед української громади, влаштовували забави. Нараховувала 24 відділи та близько 1500 членів у США та Канаді. З 1958 року ООЛ видає раз на місяць газету «Лемківські Вісті».

## Автор спогадів
- «Перше посольство української держави в Болгарії (Спогад з перед 20-ти років)», Ю. Налисник // Червона калина: іст. календар-альманах на 1939 рік. — Львів, 1938. — Т. 18 : Україна на дипломатичному фронті. — С. 164—168. — Передрук: Налисник Ю. Робота не пішла намарне: [спогади про посольство УНР в Болгарії 1919—1921 рр.] / Ю. Налисник // Україна дипломатична: наук. щорічник. — К., 2000. — Вип. 1. — С. 307—309.
- «Перше міністерство закордонних справ України та перше посольство України в Болгарії: спогад», Ю. Налисник // Правн. вісн. — 1963. — Кн. 2. — С. 43—54.